# Naturschutzgebiet Rothenberg

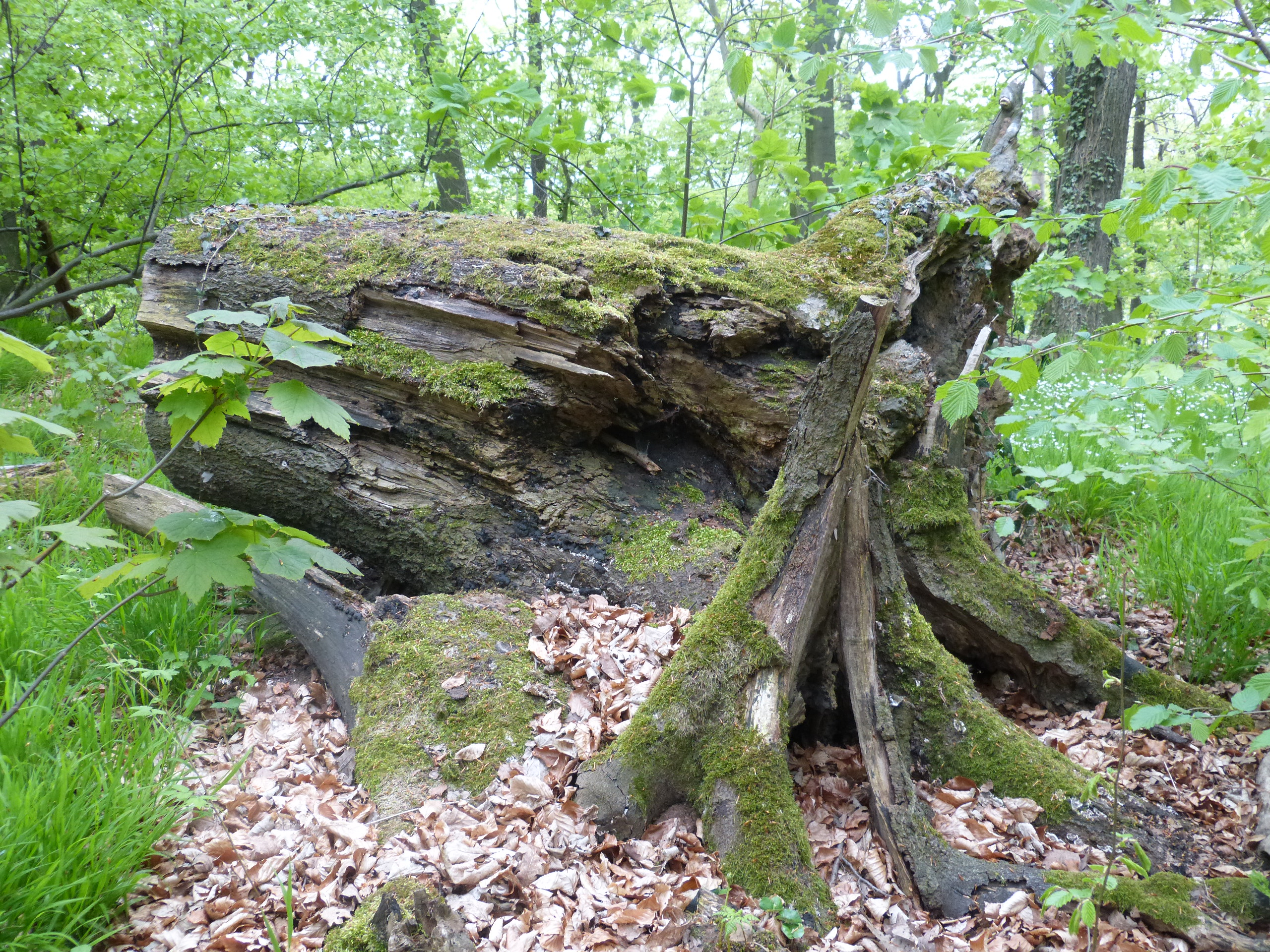
Totholz im NSG Rothenberg

Das Naturschutzgebiet Rothenberg ist ein 51 ha großes Naturschutzgebiet (NSG) südöstlich von Menden (Sauerland) im Märkischen Kreis in Nordrhein-Westfalen. Das Gebiet wurde 1978 und 2004 von der Bezirksregierung Arnsberg per Verordnung als NSG ausgewiesen. Das NSG grenzt direkt an die Bebauung von Menden.

## Gebietsbeschreibung
Bei dem NSG handelt es sich um das Laubwaldgebiet am Rothenberg.